# 飯島流引き角
飯島流引き角（いいじまりゅうひきかく、英：Iijima Bishop Pullback もしくは Iijima's Back Bishop）は、将棋の戦法のひとつ。居飛車が振り飛車相手に対して使用する引き角戦法である。主には先手振り飛車に対して後手番で指す居飛車戦法であるが、先手と後手のどちらでも指されたことがある。
△3四歩（先手なら▲7六歩）と突いて角道を開けず、代わりに（後手なら3一、先手なら7九に）角行を引いて使うのが特徴である 。歩を突くことによって開かれた中央（5筋）地点に角を移動させて元の位置からいなくなることで、玉将を左美濃囲いに入れることが可能となる。
この戦法を開発し2010年に升田幸三賞を受賞した棋士飯島栄治にちなんで名付けられた。

## 概要
飯島流引き角戦法の狙いは、対振り飛車において角道を開けずに駒組みを進めることにある。角道を開けないまま左美濃に囲うことで、振り飛車側の角のにらみを軽減できる。主に藤井システム対策であるといえる。『トップ棋士頭脳勝負』で久保利明は振り飛車に対する角道を開けない持久戦は藤井システムも玉頭銀も避けている上で持久戦を確定させており、攻め筋がなく振り飛車は苦戦するとしている。
現在では飯島栄治が作り出した振り飛車対策として広く知られるが、この指し方自体は飯島の創案ではない。2001年の順位戦A級で三浦弘行が藤井猛相手に類似の引き角の将棋を指している。
飯島流の特徴は先手でも引き角にすることにある。それまで対振り飛車の引き角は後手番でしか現れていなかった。
先手引き角の初出が2003年2月6日の順位戦C級2組、▲飯島栄治五段対△中村亮介四段戦である（段位は当時）。図から△5四歩▲5八金右△5二飛▲2五歩△3三角▲4六角△2二銀▲6八玉△5五歩▲同歩△同角▲7九玉△3三銀▲6八角△2二飛▲8八玉と進んでいる。この将棋は先手が敗れたが、飯島は改良を重ね、升田賞を受賞するに至った。
飛車先を早くに伸ばさないで駒組を進めるのもポイントである。
先手番引き角については『トップ棋士頭脳勝負』では、▲2五歩△3三角と飛車先を早めに決め、▲4八銀で△4二飛と四間飛車に振ったと仮定した局面を例題にしている。ところが先手の4八銀のあと、後手が飛車を振らずに△8四歩と居飛車にすれば、渡辺明はこの局面は後手が良く、したがって｢この局面はありえない」としている。△8四歩以下は、▲7六歩△2二銀▲3三角成△同銀▲8八銀もしくは▲7六歩△8五歩▲7八金であり、先手の指し手は不自然で、これは後手番限定の戦法であるとしている。渡辺はまた、▲7六歩△8四歩▲5六歩の引き角戦法は危険であるとしているが、組みきってしまえば優秀であるともみている。森内俊之も、どこかで△8四歩と突いて、居飛車の含みをもたせたいとし、そして▲5七角～8八玉型にできれば先手はなんの不満もない、後手△5四歩～4五歩なら、▲3六歩～3七桂で対応できるとしている。谷川浩司も▲2六歩からのスタートになるので、相手が居飛車で来ないという前提で指しているが、居飛車で来られたら明らかに損であり、先手が早くに振り飛車の態度を決めている時だけは、やる意味があるとしている。広瀬章人も △8四歩とする相手にはこの作戦はできないとしていると同時に角道を開けない左美濃は久保同様堅いとみており、自分も飛車先を突くとしている。

## 対中飛車
ここでの例は、先手の中飛車に対して後手が指す飯島流引き角である。
後手は最初に居飛車を宣言し、先手は中飛車を示唆する。
先手は飛車を中央に振って、中飛車にする明確な意図を示す。
この時点から、後手は左銀をまっすぐ上がって、角を引くスペースを作ることで、飯島流引き角の構築を開始する。つまり先手に5筋の位を取らせずに、後手は角道を開けず△3二銀から3一角とする。先手が玉を右方向に移動して囲っている間に、後手は角を1段目に引く。これにより、8筋の焦点の8六で角や歩を交換する含みを持たせる。以下後手は△5三角と上がってから△4二玉から3一玉と囲う。
なお先手で指す時は、▲2六歩△3四歩に▲4八銀と指すため、△8四歩と居飛車にされた時の用意も必要となる。

最後の図では、両対局者が（a）玉を囲い終え、（b）攻めの銀をさらに活用し、（c）中央の歩を交換した状態である。

## 対四間飛車
| 9  | 8  | 7  | 6  | 5  | 4  | 3  | 2  | 1  |    |
| 香 | 桂 |    | 金 | 王 | 金 |    | 桂 | 香 | 一 |
|    | 飛 |    | 銀 |    |    | 銀 | 角 |    | 二 |
| 歩 |    | 歩 | 歩 |    | 歩 | 歩 | 歩 |    | 三 |
|    | 歩 |    |    | 歩 |    |    |    | 歩 | 四 |
|    |    |    |    |    |    |    |    |    | 五 |
|    |    | 歩 | 歩 |    |    |    |    | 歩 | 六 |
| 歩 | 歩 |    |    | 歩 | 歩 | 歩 | 歩 |    | 七 |
|    | 角 |    | 飛 |    |    | 銀 |    |    | 八 |
| 香 | 桂 | 銀 | 金 | 玉 | 金 |    | 桂 | 香 | 九 |

図は対先手四間飛車藤井システムに対する指し方の例である。
図以下▲7八銀なら△8五歩▲7七角△3一角となるが、次に先手が▲6七銀と指すと、次の△8六歩で以下▲8六同歩△同角に▲8八飛は△7七角成▲8二飛成△6七銀の二枚替えがある。先手玉が居玉であると、△3一角で▲6五歩にも△8六歩があり、以下は▲8六同歩△同角に▲6六角が効かない。
これを嫌って、図から先手が先に▲7七角として△3一角に▲6五歩として△8五歩▲8八飛と8筋をケアする指し方や、△3一角に▲7八金として飛車先を切らせ角交換する手もあるが、先手玉を2八に入場しない形で▲3八銀-4九金型の場合に早くの角交換は、1筋の歩突きあいの交換をしていないと後手に△2八角の狙いがある。

## 余談
2024年ミス日本「海の日」を受賞した有馬佳奈が受賞の際のインタビューに、趣味は将棋で、得意戦法は「飯島流引き角戦法」と答える。さらにそこで名付けられた「引き角女子」が、将棋流行語大賞2024で第10位になる。